# Кірсенко Михайло Володимирович
Михайло Володимирович Кірсенко (24 березня 1945, Калуга, РРСФР, СРСР — 19 вересня 2023, Київ, Україна) — український історик, професор (1995), доктор історичних наук (1999), заслужений діяч науки і техніки України (2019). Автор понад 150 наукових праць.

## Біографія
Народився в місті Калуга у сім’ї лікарів. Батько – Володимир Кірсенко, був полковником медичної служби, епідеміологом. Мати – Наталка Мошенська-Кірсенко, керувала санітарною службою залізниці, була бактеріологом на станції переливання крові.
У 8 років разом з батьками переїхав до Києва. Після закінчення школи вступив на історико-філософський факультет Київського університету ім. Т.Г. Шевченка (1963–1968). Після закінчення навчання отримує диплом з відзнакою, за яким він став «істориком-міжнародником з правом викладання англійською мовою».   
Далі вступає на аспірантуру у свою alma mater. У 1973 році захищає кандидатську дисертацію на тему: «Зовнішня політика Греції у період Балканських війн» під науковим керівництвом професора-болгариста Віктора Жебокрицького. 
У 1993—1996 працював завідувачем, а від 1996 — професором катедри історії Національного університету «Києво-Могилянська академія». У той же час обіймав посаду завідувача (1996—1998), а від 1998 — професора катедри зовнішньої політики. 
Михайло Кірсенко мав пряме відношення до створення Дипломатичної академії України при МЗС України. При ній, також за його сприянням, була заснована катедра зовнішньої політики і міжнародного права задля підготовки магістрів міжнародного права.
У 1999 році захистив докторську дисертацію на тему: «Чеські землі в міжнародних відносинах Центральної Європи 1918–1920 років (політико-дипломатична історія з доби становлення Чехословацької республіки)» в Інституті української археографії та джерелознавства ім. М. С. Грушевського НАН України.
Виступав з лекціями в різних країнах світу і співпрацював з десятками університетів та науковими установами США, Великої Британії, Франції, Чехії, Польщі і т. д.  
З 2009 року був експертом Ради Європи. 
Був членом Українського національного комітету істориків.

Смерть
10 вересня 2023 року увечері в його помешканні сталася пожежа. Його дружина, історик, доцент кафедри історії НаУКМА, Балабушевич Тетяна Аркадіїна, загинула на місці, Михайло Кірсенко 9 днів знаходився в реанімації. Однак 19 вересня 2023 року на 79-му році життя його не стало в одній із київських лікарень.

Звання та відзнаки
У 1985 нагороджений Почесною відзнакою I ступеня Товариства чехословацько-радянської дружби.
У 1995 здобув вчене звання професора.
У 2005 здобув звання «Відмінник освіти України».
У 2005 нагороджений Почесною Відзнакою від МЗС України «за активне сприяння розбудові дипломатичної служби України і вагомі науково-теоретичні дослідження в галузі міжнародних відносин».
У 2019 здобув звання «Заслужений діяч науки і техніки України».